# 茶谷産業
茶谷産業株式会社（ちゃたにさんぎょう）は、大阪府大阪市淀川区に本社を置く総合商社。1937年（昭和12年）12月設立。自動車・自動車関連部品、精密機械の輸出、雑貨や建築資材の輸入・販売など幅広く取り扱う。事業は、インターナショナルセールス アンド マーケティンググループ（旧輸出グループ）、SBC事業グループ、建材グループ、コンシューマ・マーケティングループに分かれる。

## 沿革
- 1919年 雑貨の輸出を専業とする茶谷商店として大阪市南区（現中央区）にて創業。
- 1936年 東京支店を東京都台東区西浅草に設置。
- 1937年 資本金を100万円とし、株式会社茶谷武雄商店へと株式会社化。
- 1943年 茶谷産業株式会社に社名を変更。
- 1945年 終戦と同時に国内卸売業を再開。
- 1947年 貿易を再開。
- 1950年代 ロンドン、ニューヨーク、ドバイ、上海他、各地に駐在所を設立。
- 1960年代 特殊塗料セキュレート（結露防止材）及びセリノール（防水材）の輸入販売を開始。
- 1964年 日中貿易友好商社に指定を受ける。
- 1969年 資本金1億円に増資。
- 1984年 大阪市中央区安土町に本社所在地を移転
- 1989年 鳥取営業所を開設。
- 2002年 中国・蘇州に京東方茶谷電子有限公司を合弁で設立。
- 2004年 SBC事業グループ、ISO9001認証を取得。
- 2005年 ISO14001認証を取得。
- 2008年 資本金3億1千万円に増資。
- 2009年 オー・ジー株式会社が当社株の全株を取得[2]。
- 2014年 ドバイ支店を開設。
- 2019年 中国・蘇州に茶谷精密光電科技有限公司を合弁で設立。
- 2021年 大阪市淀川区宮原に本社所在地を移転。
- 2021年 ベトナム・ホーチミンにUBE CT CONSTRUCTION MATERIALS VIETNAM CO., LTD.を合弁で設立。

## 事業内容

### インターナショナルセールス アンド マーケティンググループ
乗用車やトラック、バスなどの車両並びにタイヤや自動車、部品など自動車関連製品から建設機械や農業機械、更にはセンサーや超小型のマイクロモーターなど、様々な分野の産業に必要とされる機械、機器類の輸出入を行っている。工具や建築用金具などの軽工業の輸出入なども行っている。

### SBC事業グループ
液晶ディスプレイ用バックライトユニットのパイオニア的存在。国内トップレベルのシェアを維持。
商品の開発・設計を全て日本国内で行い、製造は国内2拠点、海外の4拠点を擁してメーカーとしての機能も果たしている。
導光板技術を応用したLED特殊照明、超大型ディスプレイの精密貼合加工事業、特殊フィルム加工事業の展開、MicroOLED（マイクロオーレット）、農業用LEDライトなどの開発、製造も行っている。

### 建材グループ
主に防水材、止水材、コンクリート維持補修強材などの資材を取り扱っている。

### コンシューマ・マーケティンググループ
インテリア雑貨、生活雑貨などの生活関連製品を通販各社様向けに企画・提案。
自社直販サイト「Chatani interior store」を2021年11月25日にオープンさせた。
「Studiolo ～書斎が語る男の生き様～」など自社直営ECショップでも展開している。
「リラックマ」デザインの「サイエンスインテリア」「トラベルジュエルケース」などのキャラクターとのコラボ企画の商品販売も始めている。

## 各事業所
- 大阪本社：大阪市淀川区宮原4丁目1番43号
- 東京支社：東京都中央区日本橋本町2丁目8番7号
- SBC事業グループ鳥取開発センター：鳥取市胡山町東4丁目62
- 中東支店（ドバイ）
- ロンドン支店
- 蘇州駐在員事務所

## 関連会社
- BOE OPTICAL SCIENCE AND TECHNOLOGY CO.,LTD.(蘇州) - 京東方茶谷電子有限公司
- SHANHAI HIGHLY NAKANO REFRIGERATORS CO.,LTD.(上海) - 上海海率中野冷機有限公司
- UBE CT CONSTRUCTION MATERIALS VIETNAM CO., LTD.(ホーチミン)
- 茶谷精密光電科技(蘇州)有限公司(蘇州)